# Eragrostis leucosticta
Eragrostis leucosticta är en gräsart som beskrevs av Christian Gottfried Daniel Nees von Esenbeck och Johann es Christoph Christian Döll. Eragrostis leucosticta ingår i släktet kärleksgrässläktet, och familjen gräs. Inga underarter finns listade i Catalogue of Life.